# Mahavishnu Orchestra
Mahavishnu Orchestra é uma banda norte-americana formada em 1970.

## História
Banda criada em 1970 por John McLaughlin (guitarra), e composta em sua primeira formação por McLaughlin, Billy Cobham (bateria), Rick Laird (baixo), Jerry Goodman (violinos elétrico e acústico) e Jan Hammer (piano elétrico, sintetizadores). Essa formação gravou três discos: In the inner mounting flame (1971), Birds of Fire (1972) e Between Nothingness and Eternity, registro do concerto de despedida da banda no Central Park de New York em 1973. 
No ano seguinte, McLaughlin decidiu experimentar um som mais orquestral e gravou Apocalypse, com a LSO. A formação da Mahavishnu contava então com Narada Michael Walden (bateria, piano, vocais) Ralphe Armstrong(baixo fretless), Jean-Luc Ponty (violinos elétrico e acústico), Gayle Moran (piano e vocais principais), além de um trio de cordas formado por Steven Kindler (violino), Carol Shieve (viola) e Phillip Hirsch (cello). Além de Apocalypse, gravam Visions of the Emerald Beyond e desfazem a formação.
Em 1976, McLaughlin, já próximo das sonoridades religiosas hindus, decide fazer uma volta à Mahavishnu "elétrica", convocando Ralphe Armstrong, Narada Michael Walden e o tecladista Stu Goldberg para gravar Inner Worlds, um disco de jazz-rock bastante eletrificado e com boa experimentação eletrônica. Após a participação da banda no Festival de Ealing (Inglaterra), no entanto, McLaughlin arquiva a Mahavishnu .
Em 1984, após um longo namoro com o jazz europeu e sonoridades acústicas, John McLaughlin reinventa a Mahavishnu Orchestra, com as participações de Mitchell Forman (teclados), Billy Cobham (bateria), Bill Evans (saxofone) e o menino prodígio Jonas Hellborg (baixo). Gravaram dois discos: Mahavishnu (84) e Adventures in Radioland (87).

## Discografia
- The Inner Mounting Flame (1971)
- Birds of Fire (1972)
- Between Nothingness and Eternity (1973)
- The Lost Trident Sessions (1973)
- Apocalypse (1974)
- Visions of the Emerald Beyond (1975)
- Inner Worlds (1976)
- In Retrospective (1976)
- Mahavishnu (1984)
- Adventures in Radioland (1987)